# Ганье, Роберт
Роберт Миллс Ганье (21 августа 1916 — 28 апреля 2002) — американский психолог-педагог, наиболее известный своей работой «Conditions of Learning» («Условия обучения») и её вкладом в педагогический дизайн. Он стал основоположником науки об обучении во время Второй мировой войны, когда работал в Армейском воздушном корпусе (США) по подготовке пилотов. Он разработал серию исследований и работ, которые упрощали и объясняли то, что он и другие считали «хорошим преподаванием». Ганье также принимал участие в применении концепций теории об обучении к проектированию обучения на основе электронных технологий и мультимедиа.
Его работу иногда обобщают как предположение Ганье: существуют некоторые типы процесса обучения; и различные условия обучения, скорее всего, приведут к этим же типам обучения.

## Биография

### Ранняя жизнь и образование
Роберт Миллс Ганье родился 21 августа 1916 года в Северном Андовере, штат Массачусетс. В старших классах после чтения психологических текстов он задумался о дальнейшем изучении психологии и, возможно, карьере психолога.
Ганье была присуждена стипендия для обучения в Йельском университете, где в 1937 году он получил степень бакалавра. Затем он закончил магистратуру и докторантуру в Брауновском университете, где изучал «обусловленную реакцию на действие» белых крыс в рамках своей диссертации.

### Карьера
Первый опыт работы преподавателем Роберт М. Ганье получил в 1940 году в женском колледже Коннектикута.
Его начальные исследования среди людей были прерваны Второй мировой войной. В первый год войны он проводил тесты на профпригодность для отбора авиационных курсантов. После этого профессор был направлен в офицерскую школу в Майами-Бич. Ганье было присвоено звание второго лейтенанта, затем он отправился в Школу авиационной медицины в Форт-Уэрте, Техас.
После войны Роберт М. Ганье временно занимал должность преподавателя в Университете штата Пенсильвания, затем он вернулся в Коннектикутский женский колледж. В 1949 году он принял предложение присоединиться к организации ВВС США, Исследовательскому центру подготовки персонала ВВС, где Ганье был научным руководителем лаборатории восприятия и двигательных навыков. В 1958 году он вернулся в преподавание в качестве профессора Принстонского университета, где он занялся исследовании в области обучения решению задач и изучения математики. В 1962 году Роберт присоединился к Американским исследовательским институтам, где написал свою первую книгу «Conditions of Learning» («Условия обучения»).
В 1969 году он начал работать в Университете штата Флорида. Ганье сотрудничал с Л. Дж. Бриггсом в разработке «Principles of Learning» («Принципы обучения»). Вскоре он опубликовал второе и третье издания «Conditions of learning».

### Личная жизнь
• Супруга — Пэт Ганье, профессиональный биолог
• Дети: сын Сэм и дочь Эллен
Вне профессиональной области Роберт занимался изготовлением деревянной мебели и чтением современной художественной литературы. В 1993 году он вышел на пенсию и переехал в Сигнал-Маунтин, штат Теннесси вместе с женой.

## Награды
- Членство в Phi Beta Kappa, Sigma Xi и Национальной академии образования;
- Премия Phi Delta Kappa Award за выдающиеся образовательные исследования;
- Премия Э. Л. Торндайка в области педагогической психологии;
- Высшая награда Университета штата Флорида — звание заслуженного профессора Роберта О. Лоутона;
- Научная премия Американской психологической ассоциации за прикладные области психологии;
- Премия «Человек года в области образовательных технологий» и другие.[3]